# Lamborghini Aventador
El Lamborghini Aventador es un automóvil superdeportivo biplaza de dos puertas de tijera, con motor central-trasero montado longitudinalmente y de tracción en las cuatro ruedas, producido por el fabricante italiano Lamborghini, subsidiaria del Grupo Volkswagen, de 2011 a 2022. Fue concebido para reemplazar al Murciélago, como el nuevo modelo tope de la gama.
Al terminar su producción en 2022, se convierte en el último Lamborghini V12 naturalmente aspirado, ya que su sucesor, el Revuelto, estaría equipado con un V12 híbrido eléctrico. Hasta septiembre de 2020 se habían producido un total acumulado de alrededor de 10 000 unidades.

## Presentación
Fue presentado en el Salón del Automóvil de Ginebra el 28 de febrero de 2011, cinco meses después de su presentación oficial en Sant'Agata Bolognese, con código interno de desarrollo LB834. Poco tiempo después de la presentación al público, Lamborghini anunció que había vendido más de 12 meses de su producción. Las entregas comenzaron en el segundo semestre de 2011.
El precio sugerido es de 275 000 € en Europa, 241 900 £ en el Reino Unido y US$360 700 en los Estados Unidos. En España, su precio es de 350 000 €, impuestos incluidos.
La producción Aventador LP700-4 fue planeada en un principio para ser limitada a 4000 vehículos, tomando en cuenta que fueron construidos 4099 modelos Murciélago. Los moldes de vaciado utilizados para producir los monocascos de fibra de carbono tienen una expectativa de vida útil cada uno de 500 unidades y solamente se han producido ocho de ellos. Sin embargo, en 2016 logró el hito de 5000 unidades. Se esperaba que el molde para fabricar el monocasco de carbono reforzado con fibra de carbono pudiera durar 500 moldes cada uno y solamente se hayan hecho 8.
La forma del coche toma prestado pesadamente del Reventón y del Estoque.
El vehículo fue revelado en Lummus Park, Miami Beach, seguido por el Aeropuerto Internacional de Miami y luego por el Salón del automóvil de China de 2014 con la configuración de "Nazionale", a través del programa de personalización de Lamborghini.

## Origen del nombre

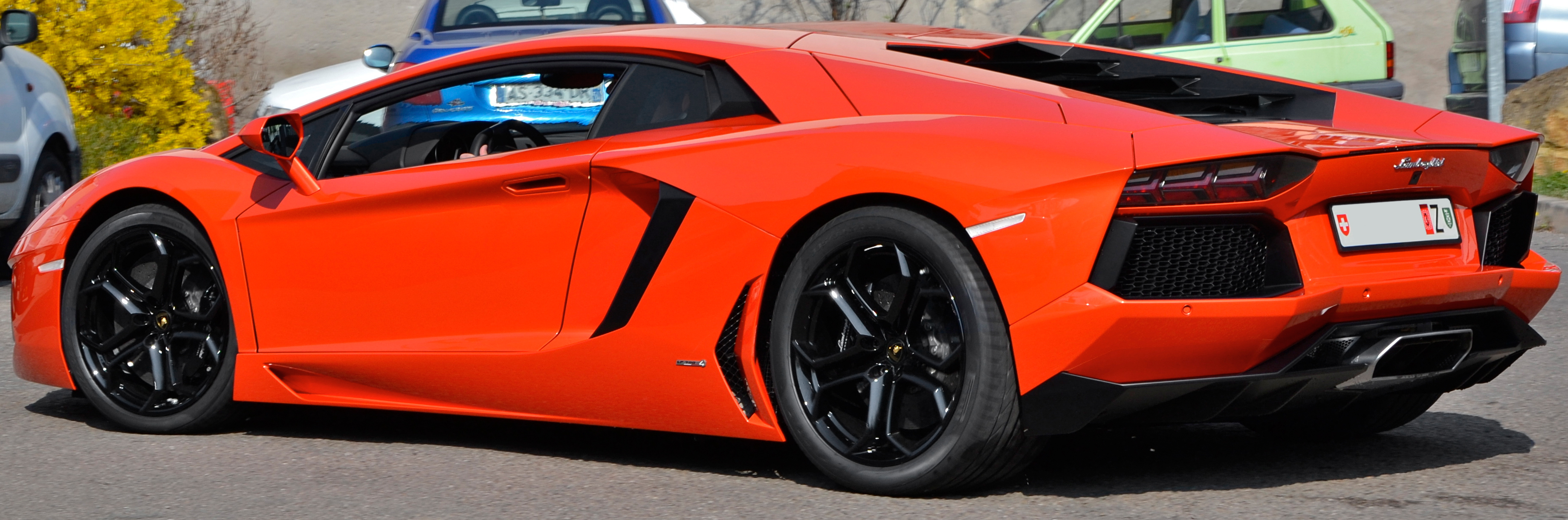
Aventador LP700-4 en Nancy (Francia) el 25 de marzo de 2012.

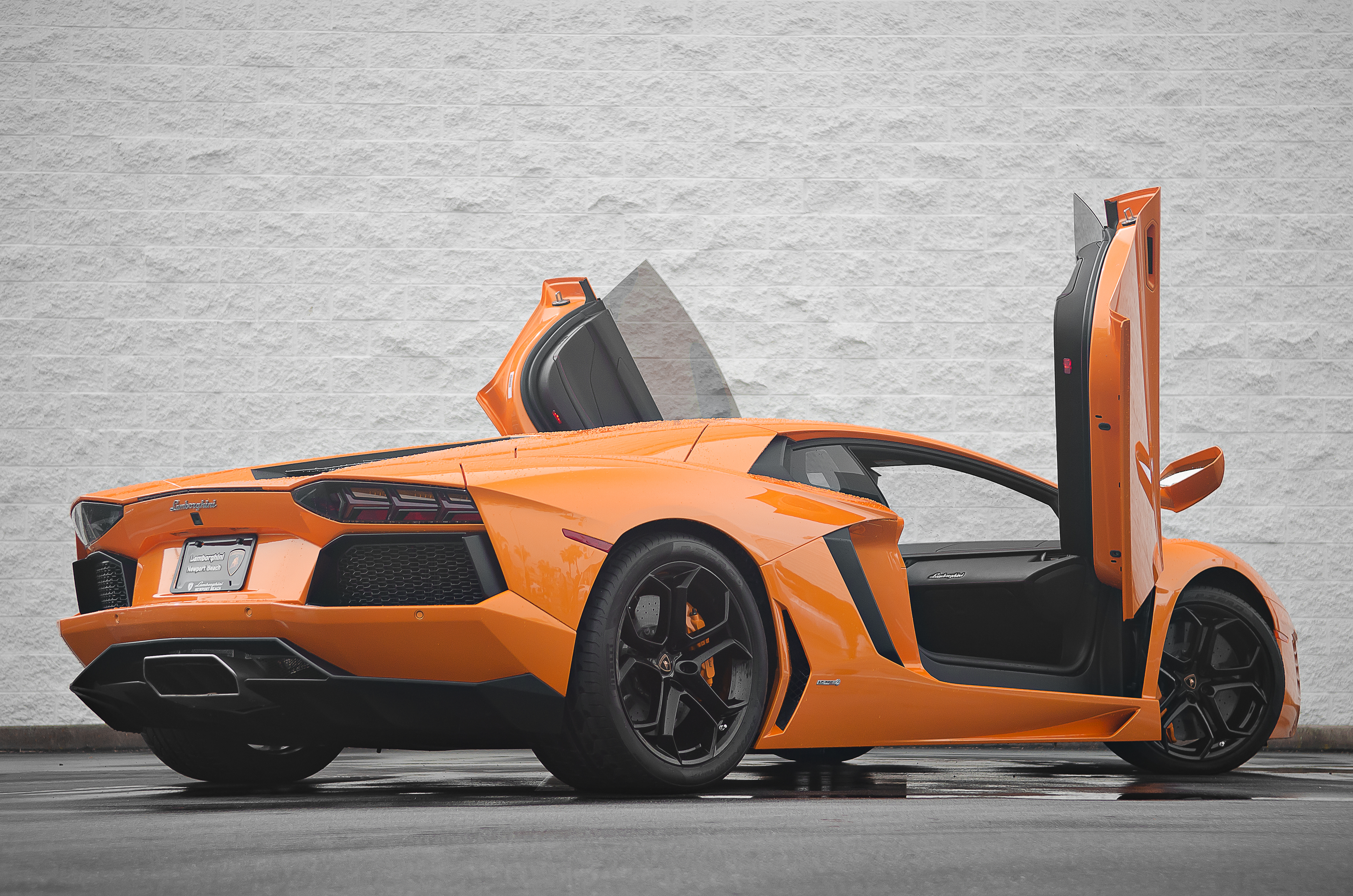
Vista trasera 3/4 del LP700-4 con ambas puertas de tijera abiertas, el 28 de febrero de 2014.

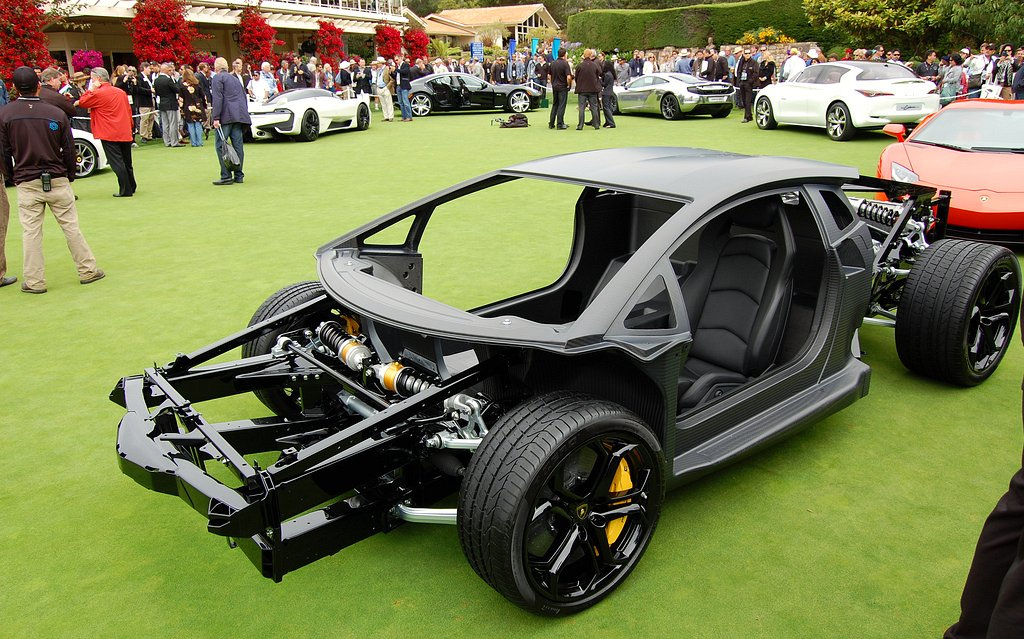
Chasis monocasco en fibra de carbono del LP700-4.

Como en otros modelos Lamborghini, el nombre «Aventador» fue elegido debido a una relación simbólica con el mundo de la tauromaquia, tomando el nombre del toro Aventador, un destacado toro de lidia ganador de trofeos. Criado por "Hijos de Don Celestino Cuadri Vides", este toro, que tomó el número 32, participó en una lucha notablemente apasionada, sangrienta y violenta con el torero Emilio Muñoz durante la Feria del Pilar celebrada en 1993 en la ciudad española de Zaragoza, por lo que ganó el "Trofeo al toro más bravo de la Feria" que otorga la Peña La Madroñera.
Estéticamente representa una evolución de su predecesor: el Murciélago. Las formas del vehículo recuerdan fuertemente al Reventón de edición limitada y al prototipo Estoque.

## Características técnicas

### Motorización
Monta un motor V12 naturalmente aspirado de 6498 cm³ (6,5 L; 396,5 plg³), que eroga una potencia máxima de 700 CV (690 HP; 515 kW) a las 8250 rpm y un par máximo de 690 N·m (509 lb·pie) a las 5500 rpm. Su velocidad máxima es de 350 km/h (217 mph) con una aceleración de 0 a 100 km/h (0 a 62 mph) en 2.9 segundos estimada por la fábrica, siendo confirmada según una prueba realizada por la revista francesa Sport Auto, aunque con una aceleración de 0 a 100 km/h (62 mph) en 2.8 segundos, tres décimas más lento que el Bugatti Veyron.
Sus emisiones de CO2 son de 398 g (14,0 onzas)/km, es decir, 20% menos en comparación con el Murciélago LP670-4 SV.
| Distribución                        | DOHC 4 válvulas x cilindro con VVT                                        |
| Diámetro x carrera                  | 95 x 76,4 mm (3,74 x 3,01 pulgadas)                                       |
| Alimentación                        | Inyección multipunto secuencial "Lamborghini Iniezione Elettronica" (LIE) |
| Relación de compresión              | 11.8:1                                                                    |
| Corte de inyección (línea roja)     | 8350rpm                                                                   |
| Capacidad del tanque de combustible | 90 litros (23,8 galAm)                                                    |
| Distribución de peso                | 43% delantero y 57% trasero                                               |

### Caja de cambios
Tiene una transmisión manual automatizada electrohidráulica ISR (Independent Shifting Rod) de siete velocidades. Asegura un cambio de marchas de 3,4 milisegundos y carece de un embrague en favor de una caja de cambios más ligera, pero más tosca.
La potencia se transmite a todas las ruedas mediante un embrague Haldex, que transmite mayor potencia a las ruedas traseras y cambia su distribución hasta un 60% al eje delantero cuando es necesario, asegurando mayor control sobre el asfalto, lo cual lo hace mucho más rápido.
| 1.ª   | 2.ª   | 3.ª  | 4.ª   | 5.ª   | 6.ª   | 7.ª   | Reversa | Final |
| ----- | ----- | ---- | ----- | ----- | ----- | ----- | ------- | ----- |
| 3.909 | 2.438 | 1.81 | 1.458 | 1.185 | 0.967 | 0.844 | 2.929   | 3.54  |

### Chasis
El chasis es de monocasco fabricado en fibra de carbono y reforzado con aluminio, pesando solamente 229,5 kg (506 libras). El habitáculo tiene una resistencia torsional de 35 000 N·m (25 815 lb·pie)/grado, 15 000 N·m (11 063 lb·pie) más que su antecesor.

### Suspensión y frenos
Cuenta con una suspensión de tipo de brazos horizontales "Pushrod" fabricada en aluminio. Esta novedosa tecnología es utilizada en coches de Fórmula 1.
Asimismo, está equipado con frenos carbono-cerámicos de 400 mm (15,7 pulgadas) con 6 pistones delante y 380 mm (15 pulgadas) con 4 pistones atrás, además de un sistema de freno de estacionamiento electrónico.

## Otras versiones

### Aventador Roadster

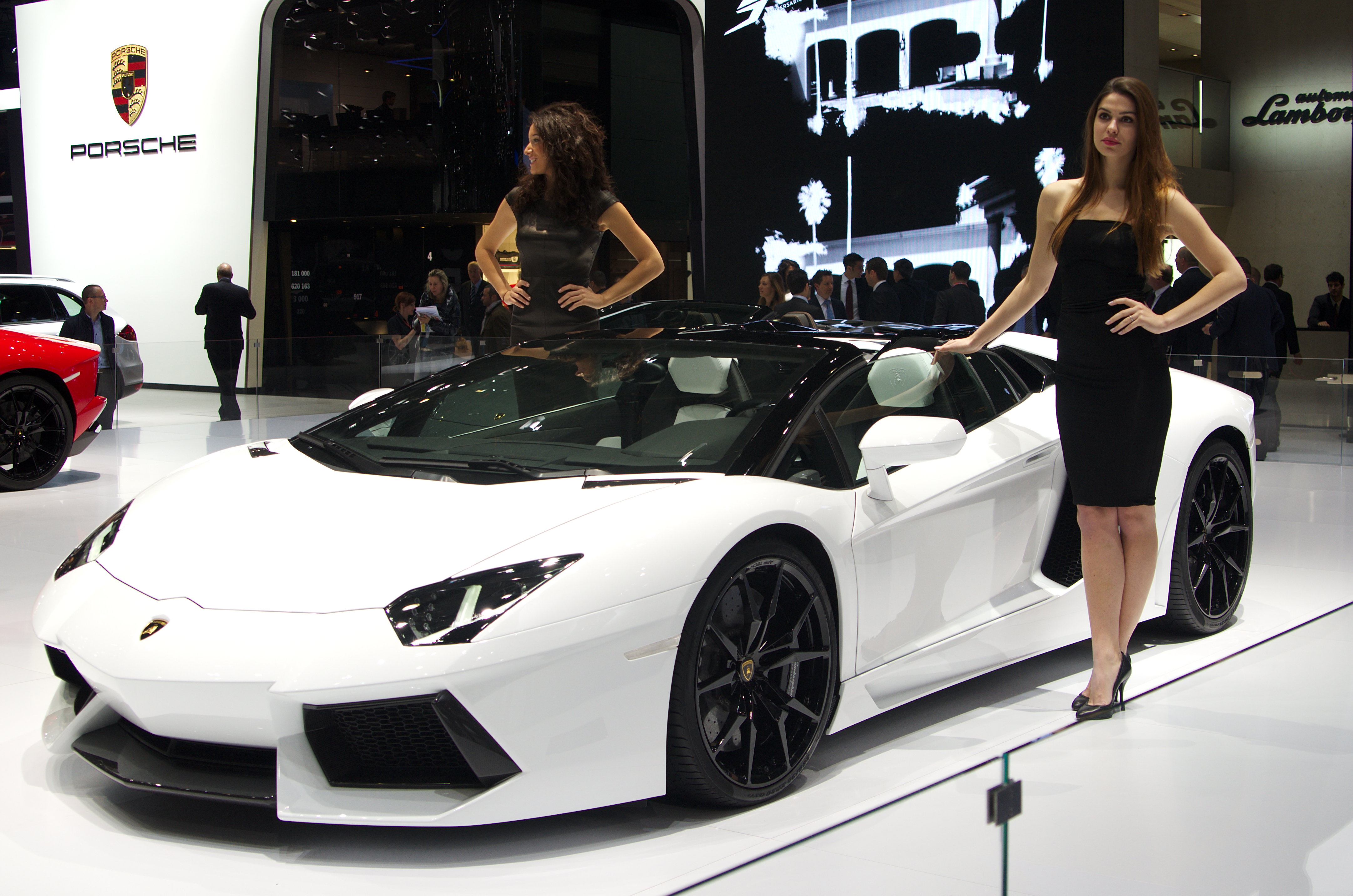
Roadster blanco en el Salón del Automóvil de Ginebra de 2013.

El Aventador Roadster es la versión convertible del cupé, que cuenta con un techo desmontable fabricado en dos piezas de carbono que pesa solamente 6 kg (13 libras) y una vez desmontado puede guardarse en el maletero. Tiene el mismo motor que el cupé, con una aceleración de 0 a 100 km/h (62 mph) en 3 segundos y una máxima de 350 km/h (217 mph). Su precio es de 407250 € y se presentó el 12 de noviembre de 2012 en el salón de Automobili Lamborghini.
Está inspirado en la aeronáutica, como en la versión Cupé, pensado para combinar de la mejor manera las exigencias de prestaciones con un estilo refinado, el disfrute del coche con una experiencia de conducción emocionante. Las líneas parecen fruto del trabajo maníaco de un grabador, tan profundas y precisas, a un nivel que no tiene parangón en el mundo del diseño automovilístico. Las superficies fuertemente tensas de la carrocería están trabajadas con extrema meticulosidad, demostrando la capacidad y experiencia de la marca en la elaboración de los materiales en fibra de carbono.
Otra novedad es la aplicación de la doble tonalidad de color: el marco del parabrisas y la zona que rodea la luna trasera hasta las «aletas» están acabados en negro brillante. El efecto visual es el de un coche completamente abierto, caracterizado por líneas que concilian deportividad y elegancia en una armonía asombrosa.
El interior combina tecnologías como la pantalla TFT de matriz activa y el sistema Drive Select Mode, con materiales de alta calidad. El desarrollo técnico más destacado es el techo rígido en dos partes, realizado completamente en fibra de carbono para ser complemento del chasis, también fabricado utilizando la tecnología de los materiales compuestos.

### Estatura GXX Limited Edition
Se ha dado un nuevo aspecto entero. Cuenta con una falda delantera, el lado y la parte trasera también se les ha dado un molde de carbono-titanio personalizado. Un alerón masivo proporciona una carga aerodinámica máxima a velocidades de vía y las ruedas tienen el tratamiento ultraligero negro y naranja. Cuenta con el exterior en negro y naranja, costuras cubren los asientos de cuero y el tablero. La consola central junto con algunos otros componentes, están recubiertos de fibra de carbono.

### Aventador J

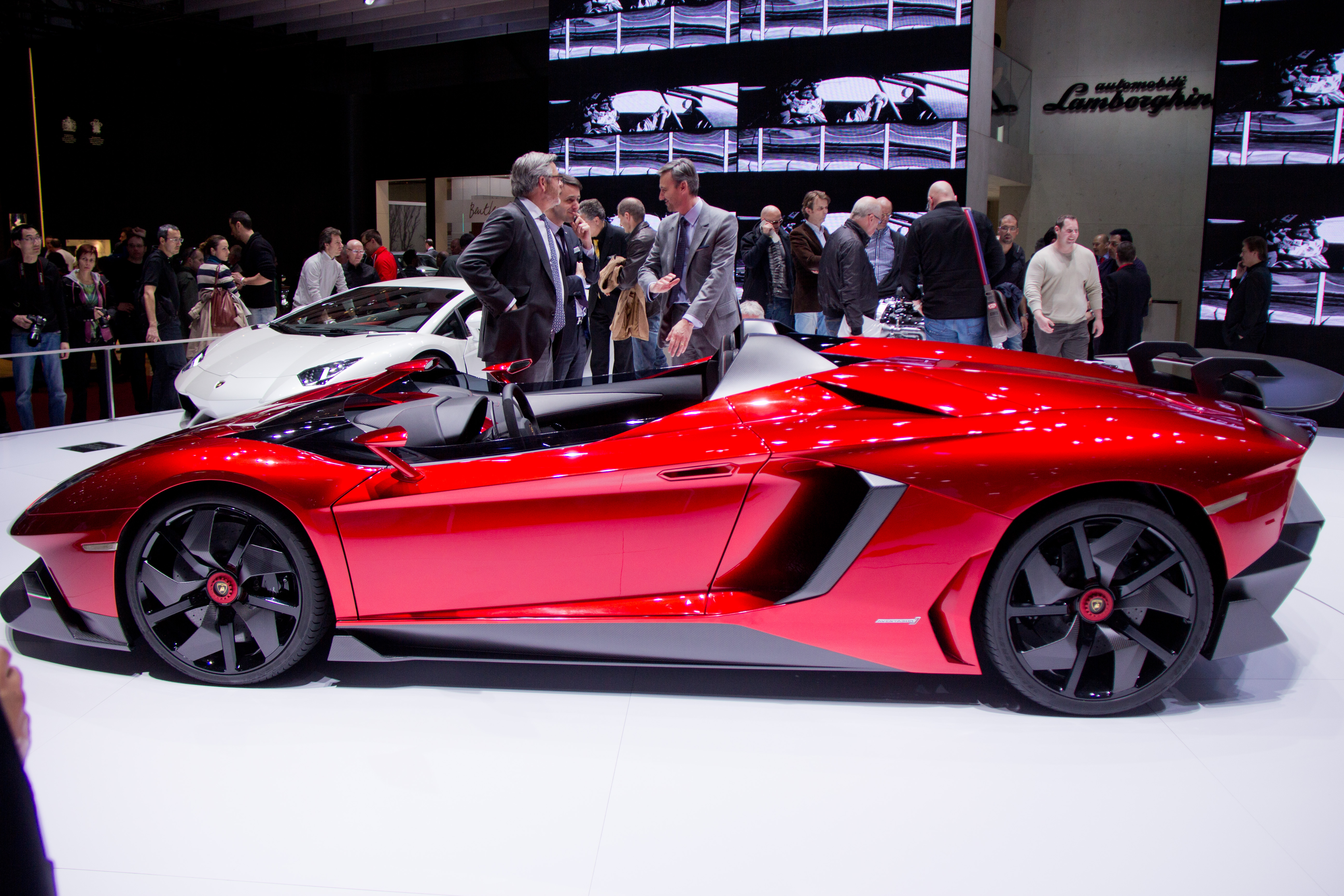
Aventador J en el Salón del Automóvil de Ginebra de 2012.

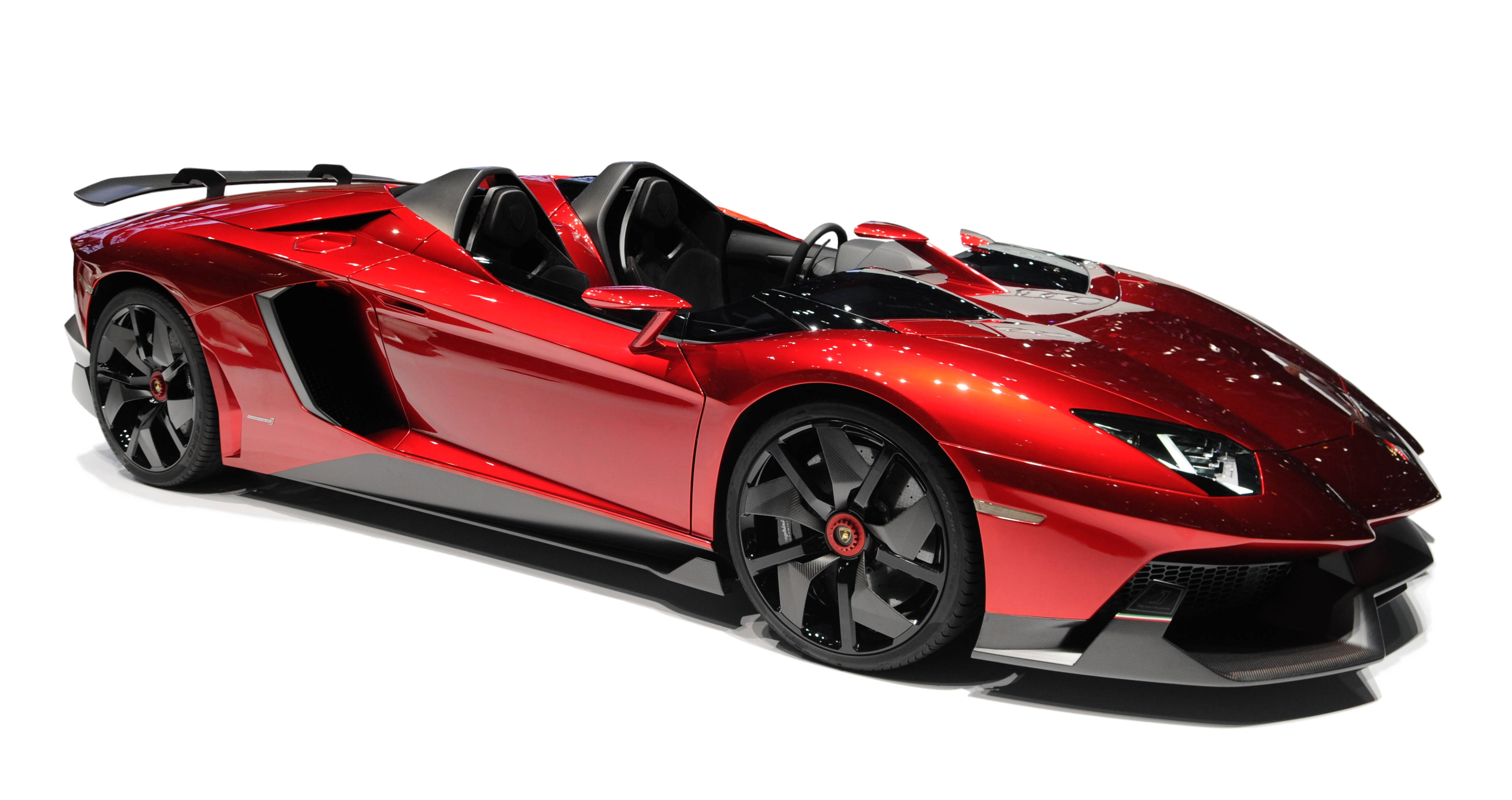
Aventador J durante el segundo día de prensa el 7 de marzo de 2012.

El Aventador J tiene líneas explosivas y dinámicas y carece de parabrisas delantero. Cuenta con el mismo motor y la misma caja de cambios que el cupé con un chasis en fibra de carbono.
Esta unidad fue vendida en el Reino Unido en 3,6 millones de £. Otro modelo de edición limitada se hizo para Shaikh Al Yahyaa y fue vendido a un precio desconocido. El coche fue hecho especialmente para una estrecha relación. Será posteriormente matriculado.
Hizo su aparición en los medios digitales, ya que toma parte en una expansión para el Need For Speed: Most Wanted 2012 llamada "Ultimate Speed Pack" y debuta de forma oficial en el Forza Horizon.
Al ser un speedster y por la falta de resistencia aerodinámica, su velocidad máxima no sobrepasa los 300 km/h (186 mph).
Tiene un diseño inconfundiblemente Aventador, cuyo peso se reduce a 1575 kg (3472 libras), gracias a la eliminación de equipamiento, al mismo tiempo que se mantiene la rigidez estructural gracias al chasis monocasco de carbono, sus subchasis y el uso extensivo de materiales ligeros.
Los dos asientos están construidos con "Carbonskin" que son fibras flexibles entrelazadas de fibra de carbono cuenta con cuatro tubos de escape asomándose.
La pintura del coche es un rojo especial, con tintes cromados que en directo. La aerodinámica del superdeportivo se apoya en paragolpes rediseñados, llantas que actúan como deflectores y un spoiler trasero de dimensiones generosas.
Fue presentado en el Salón de Ginebra con la intención de hacer sombra al estreno del Ferrari F12berlinetta.

### Dreamliner Edition
El Dreamliner es una versión del cupé con esquema de color azul y blanco del Boeing 787 Dreamliner con ruedas de color negro. El vehículo fue presentado en 2012 en el Aerospace & Defense Supplier Summit.

### LP720-4 50° Anniversario

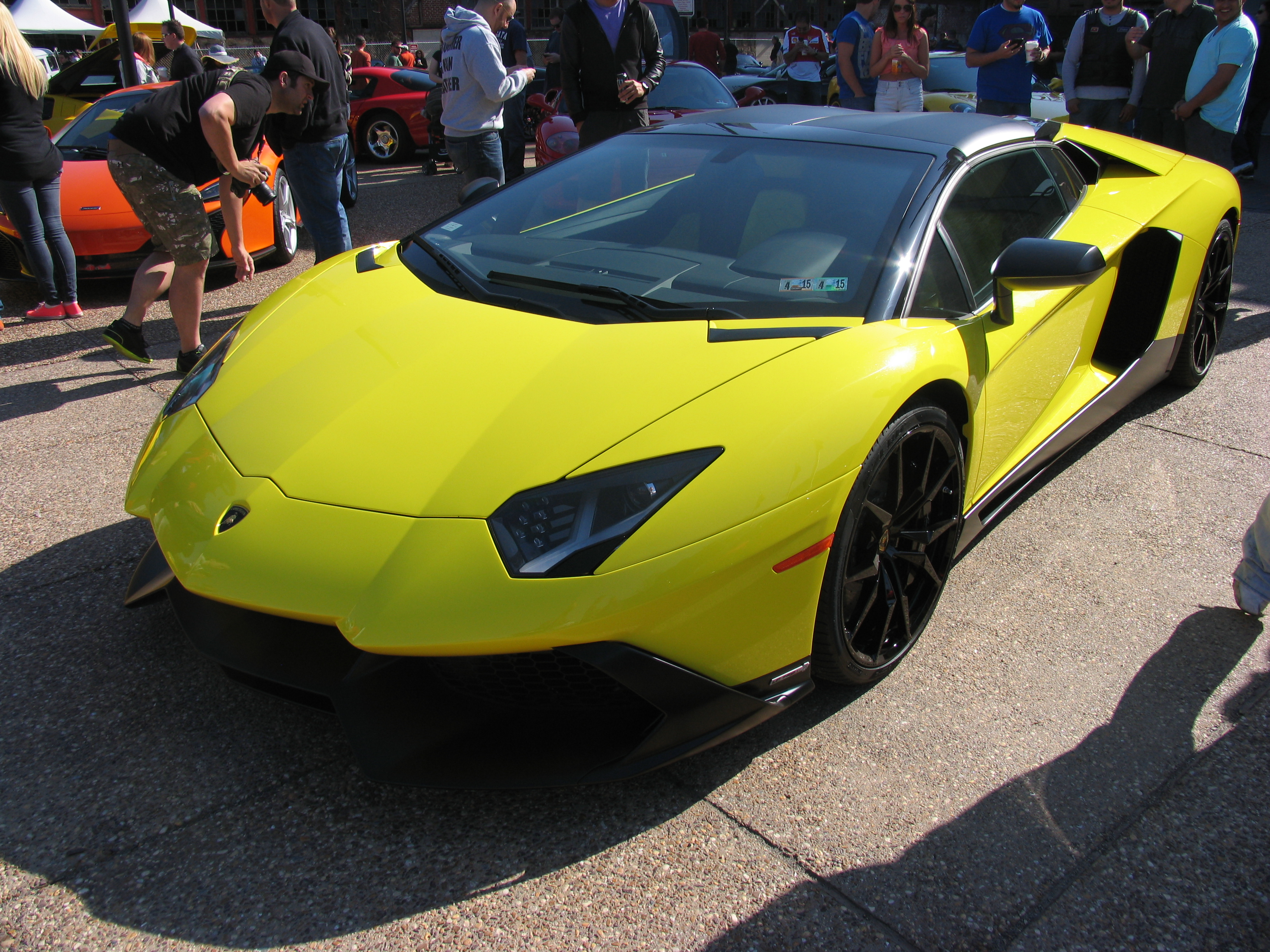
Aventador LP720-4 50° Anniversario roadster.

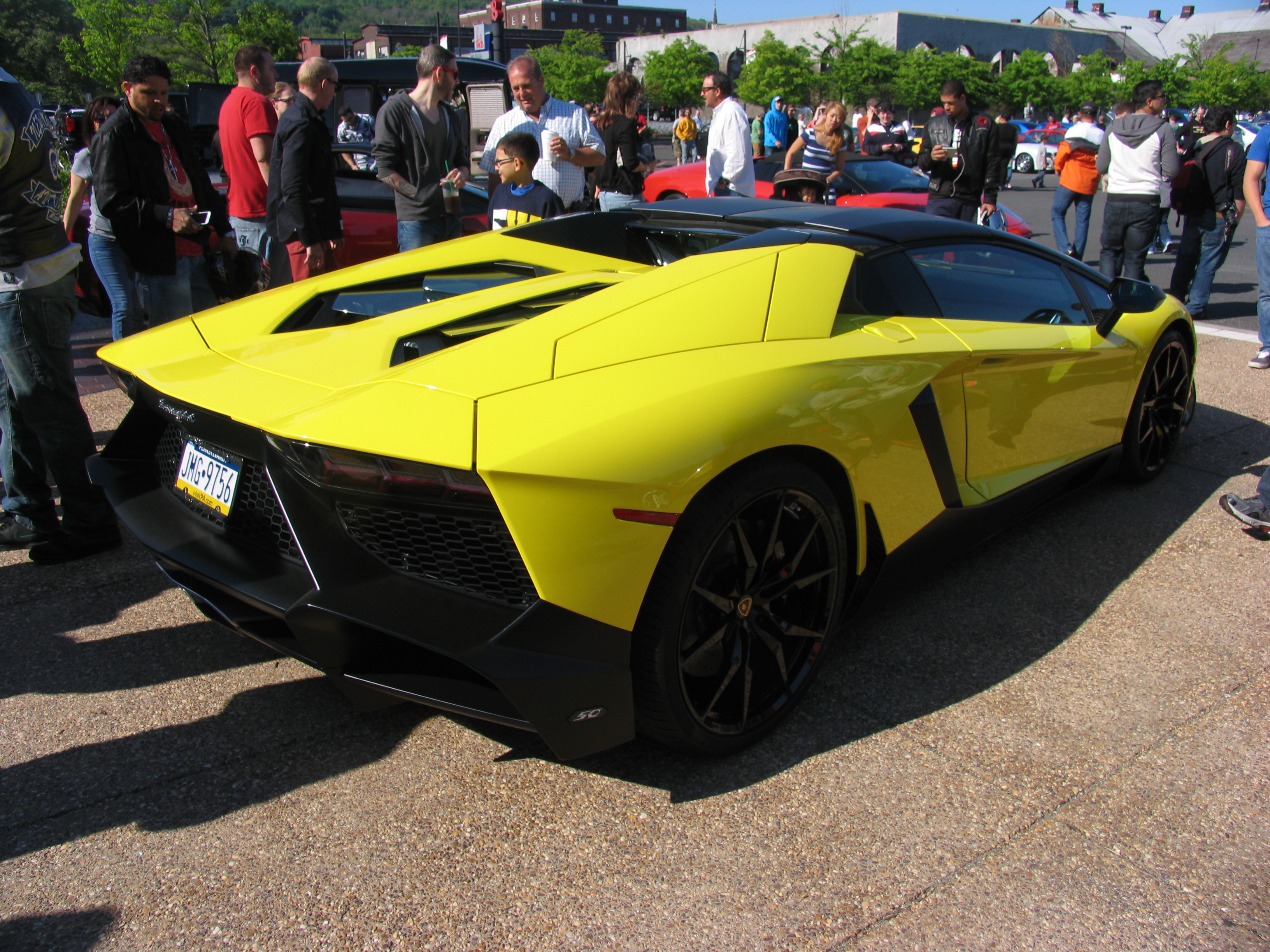
Vista trasera.

El Aventador LP 720-4 50 ° Anniversario es una versión limitada a 200 unidades:  100 Cupé y 100 Roadster del Aventador LP 700-4, que conmemora el 50 aniversario de Automobili Lamborghini. Incluyó una mayor potencia a través de una nueva calibración específica del motor, tomas de aire delanteras ampliadas y el divisor aerodinámico, solapas pequeñas colocadas en los laterales, nueva parte trasera con un difusor ampliado y una malla expansiva que mejora aún más la ventilación del compartimiento del motor, el modelo exclusivo de "Giallo Maggio" (amarillo mayo en italiano), color de la carrocería con pintura amarillo brillante con una capa de partículas transparentes y altamente reflectantes; delantera y trasera y bases en tonos bicolores con Giallo Maggio y negro mate, tapicería interior de cuero semianilina en "Nero Ade" (negro) con Terra Emilia (opcional Giallo Quercus) con puntada Q-Citura, emblema del 50.º aniversario en fibra compuesta forjada. El precio base es de US$ 548000, que es US$ 106300 más caro que el Aventador Roadster.
El cupé fue revelado en 2013 en el Salón del Automóvil de Shanghái, mientras que el roadster fue presentado en el Quail Motorsports Gathering de 2013.
Tiene una potencia de 720 CV (710 HP; 530 kW) a las 8250 rpm y un par máximo de 690 N·m (509 lb·pie) a las 5500 rpm, acelera de 0 a 100 km/h (62 mph) en 2,9 segundos con una velocidad máxima de 371 km/h (231 mph) en la versión cupé.
Tiene frenos de disco ventilados y suspensión trasera independiente, paralelogramo deformable y barra estabilizadora, con un peso de 1575 kg (3472 libras).

### Aventador Airport Vehicle
Un Aventador fue hecho para el Aeropuerto de Bolonia con el color blanco de la carrocería, bandera roja y blanca a cuadros en los lados, una barra ligera en el techo y "SIGAME" escrito en el cofre.
El vehículo fue inaugurado en el Aeropuerto de Bolonia entre el 6 de mayo de 2013 y el 19 de mayo de 2013 y se utilizó para guiar a los aviones alrededor del aeropuerto.
También se utilizó en el Aeropuerto de Heathrow de Londres, como un vehículo del aeropuerto para un solo día.

### Aventador Edición Pirelli
La Edición Pirelli fue anunciada en diciembre de 2014, celebrando una asociación de 50 años entre Lamborghini y Pirelli, que cuenta con un diseño y esquema de color que se hace eco de los neumáticos Pirelli, con una delgada franja roja que atraviesa el techo.

### Aventador LP750-4 SV

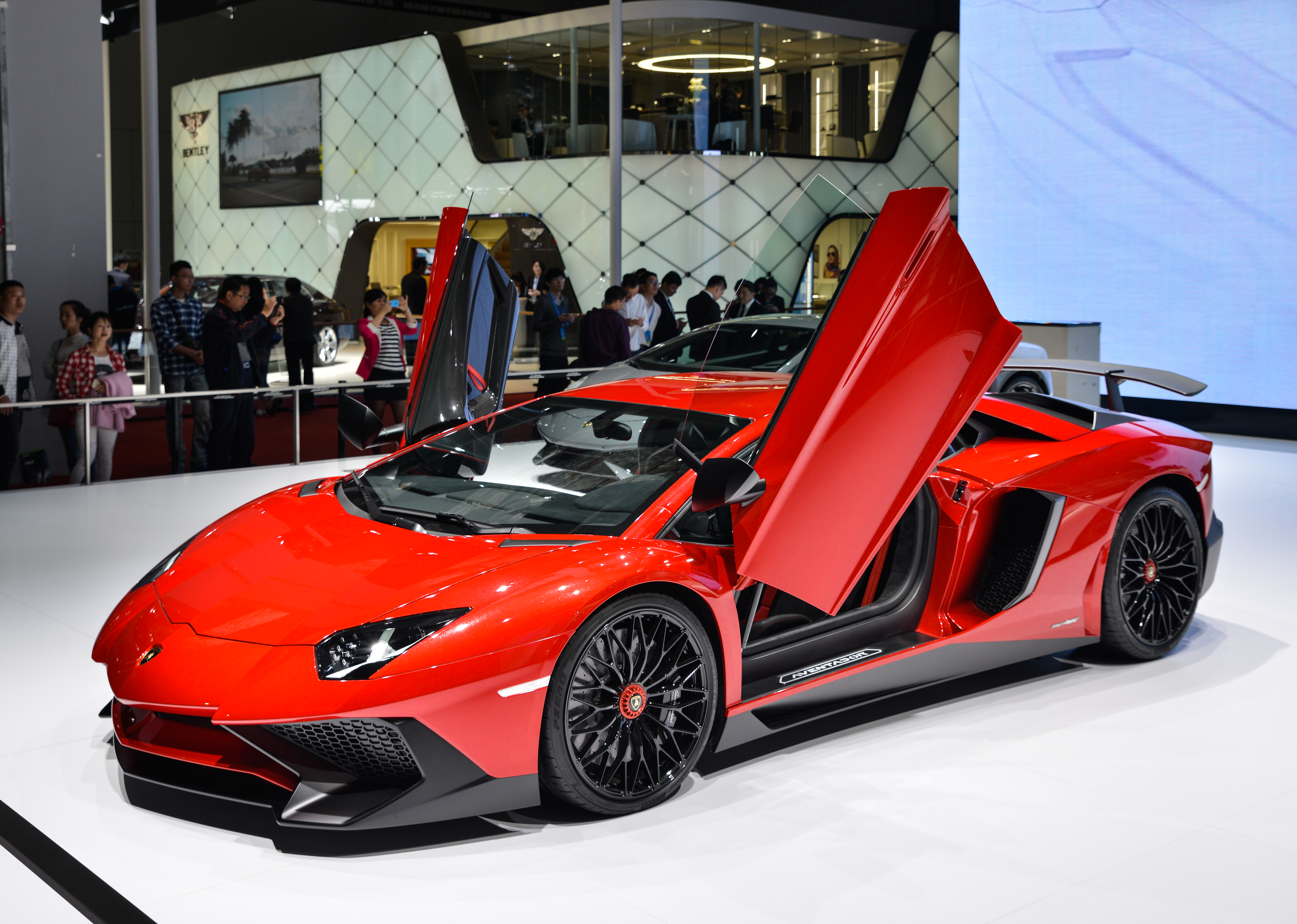
Aventador LP750-4 Super Veloce.

El Aventador LP750-4 SV es una variante del Aventador LP700-4 y sucesor del Murciélago LP670-4 SV, del cual hereda las siglas "SV" (Super Veloce) esta edición del modelo tiene un precio que empieza en los US$500 000.
Tiene el mismo motor V12 del cupé, pero desarrollando una potencia aumentada a 750 CV (740 HP; 552 kW), se conocía como el tercer auto más rápido en Nürburgring, con un espectacular tiempo de 6:59.57 minutos, por detrás del Porsche 918 Spyder y Porsche 911 GT3 RS. Sin embargo, estos se han visto superados en 2019 por el Porsche 911 GT2 RS MR con 6:40.33 minutos; y el hermano mayor del Aventador Super Veloce, el Aventador SVJ, con un tiempo de 6:44.97 minutos, pero dado una ley por la directiva de Nürburgring, las empresas no podrían utilizar estas medidas como medio publicitario.
La dinámica de conducción del coche también se ha mejorado, ofreciendo una nueva dirección electrónica mejorada para una maniobrabilidad superior a altas velocidades, una suspensión magnética para un manejo superior y mejoras en el chasis para aumentar la rigidez. En general, el tiempo del LP 750-4 SV se reduce de 2.9 segundos a 2.8 segundos, mientras que la velocidad máxima teórica sigue "en alguna parte exceso" de 350 km/h (217 mph). Las entregas comenzaron en el segundo trimestre de 2015.
La revista EVO entiende esto y se ha llevado al Lamborghini Aventador Super Veloce a las colinas de la Isla de Man donde no existe límite de velocidad alguna. Cuenta con modificaciones como la optimización de la distribución de válvulas variable (VVT) y el Sistema Variable de Admisión, y el nuevo y más ligero sistema de escape que también mejora la respuesta del motor al pisar el acelerador, logran este aumento de potencia y al mismo tiempo logran que el V12 revolucione hasta las 8500 rpm.
La dinámica de conducción del coche también se ha mejorado, ofreciendo una nueva dirección electrónica mejorada para una maniobrabilidad superior a altas velocidades, una suspensión magnética para un manejo superior y mejoras en el chasis para aumentar la rigidez. En general, su aceleración se reduce de 2.9 segundos a 2.8 segundos, mientras que la velocidad máxima es de 375 km/h (233 mph). La entrega del coche comenzó en el segundo trimestre de 2015. Road & Track registró en una prueba en marzo de 2016, un tiempo de 0 a 150 mph (241 km/h) en 12,8 segundos, de 0 a 200 mph (322 km/h) en 33,5 segundos y el 1/4 milla (402 m) en 11,5 segundos a 141,3 mph (227,4 km/h).
Tiene una relación potencia a peso de 2 kg (4,4 libras)/CV.
Es sumamente especial por dos cosas: la primera y más obvia es la de ser el último ejemplar de su tipo. El color Liquid Metal Blue es diferente a todos los colores que ofrece Lambo en sus autos porque no está dentro del catálogo de la marca. Este es un color que se desarrolló para el Porsche 918 Spyder y el Aventador SV ha reducido su peso en 50 kg (110 libras), ya que pesa 1525 kg (3362 libras) en seco y cuenta con kit aerodinámico que mejora el desempeño en curvas del auto, lo que lo vuelve un gran auto para la pista. Fue lanzado cuatro años después que el cupé original y cuenta con amortiguadores magnetoreológicos, una dirección electromecánica que ha sido sintonizada específicamente para el coche y unos rines de 20 pulgadas (50,8 cm) delanteros y 21 pulgadas (53,3 cm) traseros.

### LP750-4 SuperVeloce Roadster

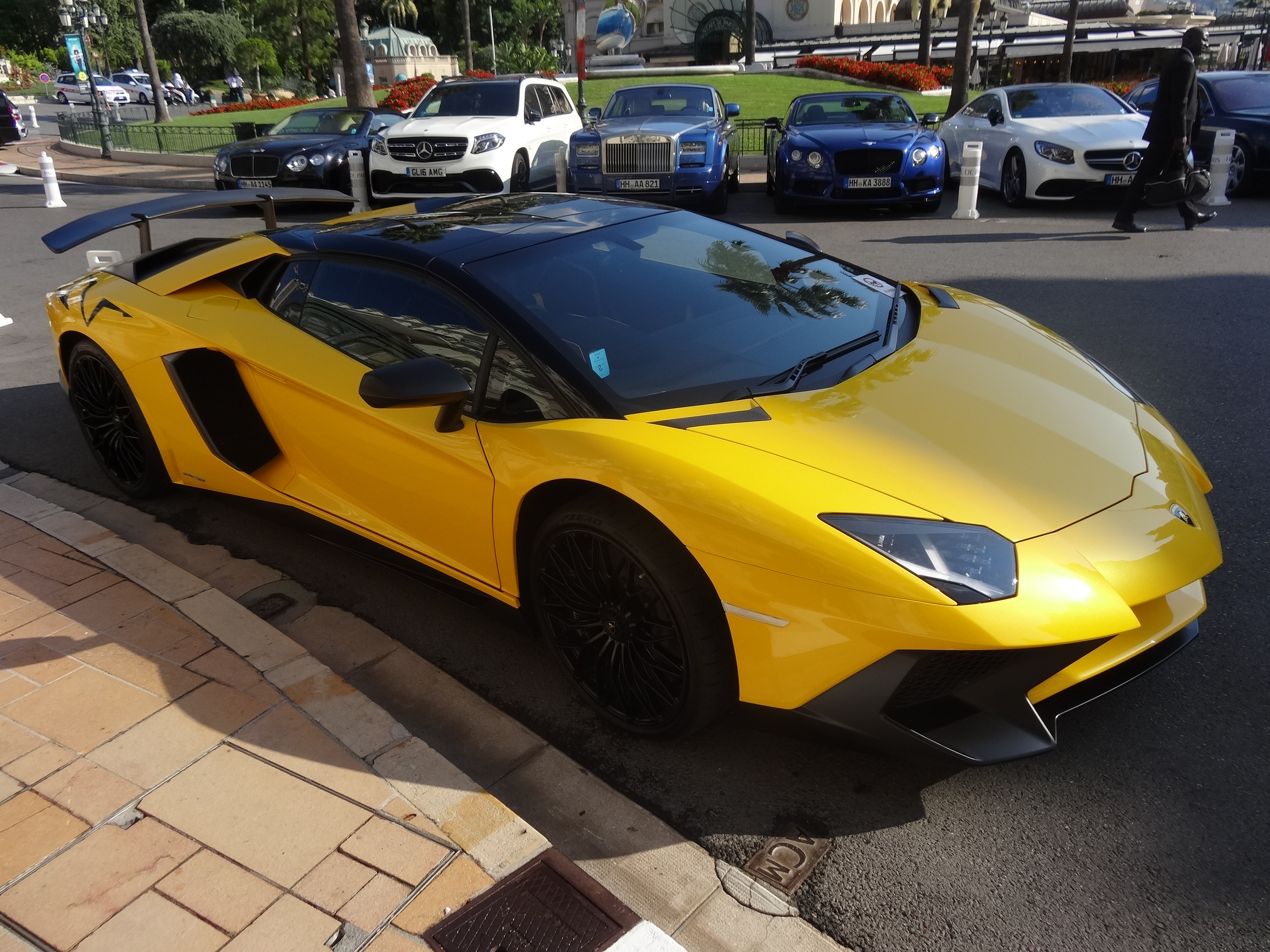
SV Roadster amarillo en Montecarlo.

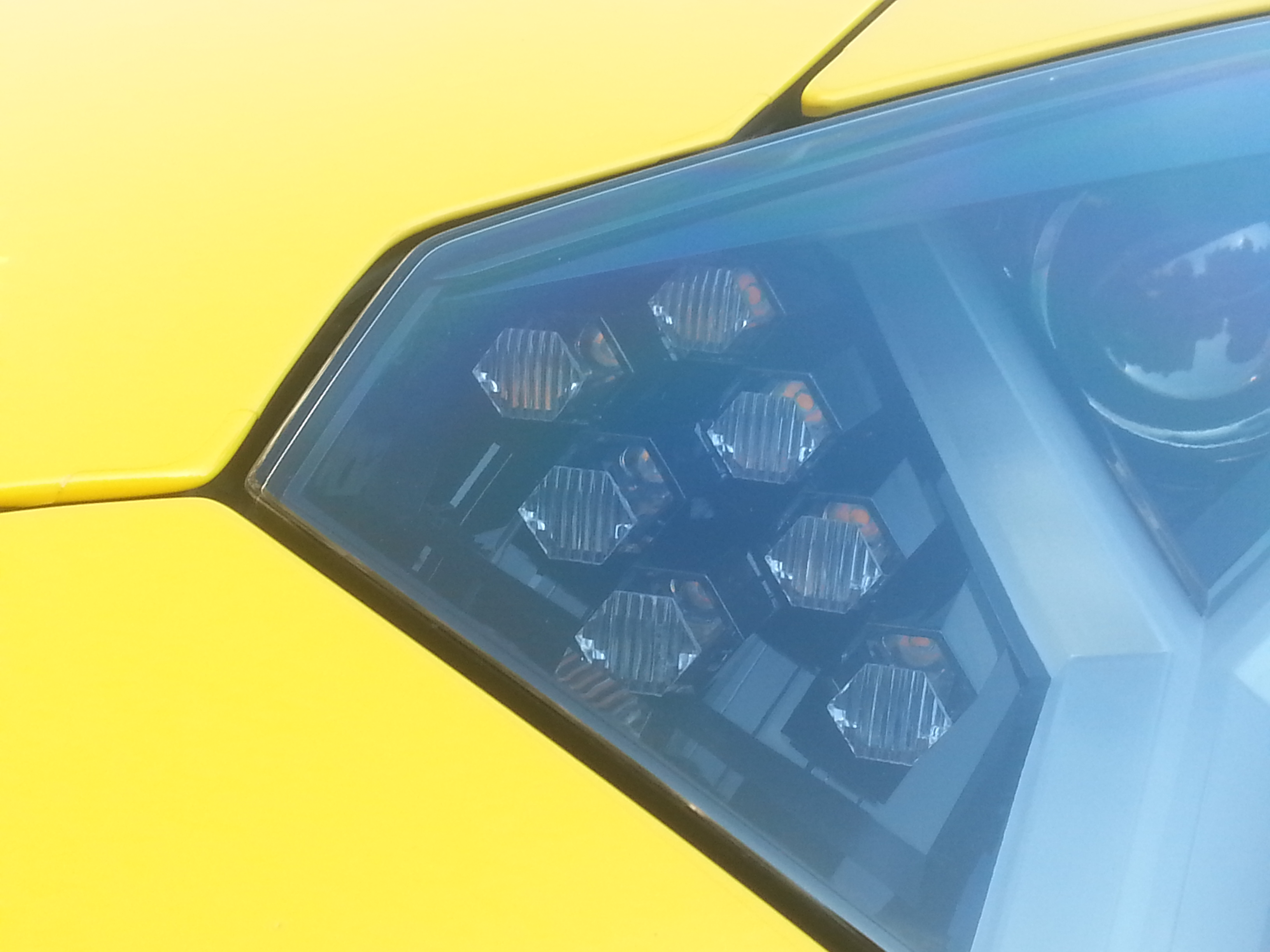
Faro del SV Roadster.

El Aventador LP 750-4 SuperVeloce Roadster fue presentado en el Concours d'Elegance de 2015 en Pebble Beach. Es el primer Superveloce Roadster fabricado en serie por la marca italiana. Cuenta con un compacto de dos piezas de fibra de carbono de tapa dura que se puede guardar en el tronco como el roadster anterior. Numerosas medidas de ahorro de peso han reducido la masa del Roadster hasta los 1575 kg (3472 libras), una cifra que lo hace 50 kg (110 libras) más ligero que el regular y mide 4835 mm (190,4 plg) de largo, 1136 mm (44,7 plg) de alto. Fue realizado con dos piezas de carbono con tecnología RTM y forjado Composite, que pesan menos de 6 kg (13 libras) y que puede guardarse en el maletero con facilidad. De ese material también se ha fabricado el chasis monocasco. En los Estados Unidos se esperaba un precio de US$ 530075 sin impuestos.
Tiene el mismo motor V12 que el cupé, más sonoro en el Roadster gracias a una ventanilla trasera eléctrica que permite comunicar el habitáculo con el compartimento del motor, que desarrolla una potencia máxima de 750 CV (740 HP; 552 kW) a las 8400 rpm y un par máximo de 690 N·m (509 lb·pie), acelerando de 0 a 100 km/h (62 mph) en 2,9 segundos y alcanzando una velocidad máxima de más de 350 km/h (217 mph), con una relación peso a potencia de apena 2,1 kg/CV.
Cuenta con tracción total por medio de un embrague Haldex de cuarta generación, una transmisión "ISR" automática de siete velocidades y una suspensión adaptativa Magneto Rheological, rines de aluminio de 20 pulgadas (50,8 cm) delanteros y 21 pulgadas (53,3 cm) traseros, frenos carbono-cerámicos, el cual equipa un techo desmontable de dos piezas fabricado en fibra de carbono, cuyo peso es de unos 12 kg (26,5 libras). Las entregas comenzaron en el primer trimestre de 2016 y solamente se construyeron 500 unidades.
Cuenta con amortiguadores delanteros y traseros magnetorreológicos con sistema «pushrod». En una sola palabra, activos. Compensan el balanceo y los movimientos de chasis no deseados, asegurando una respuesta perfecta en todas las condiciones de conducción.

### Aventador S

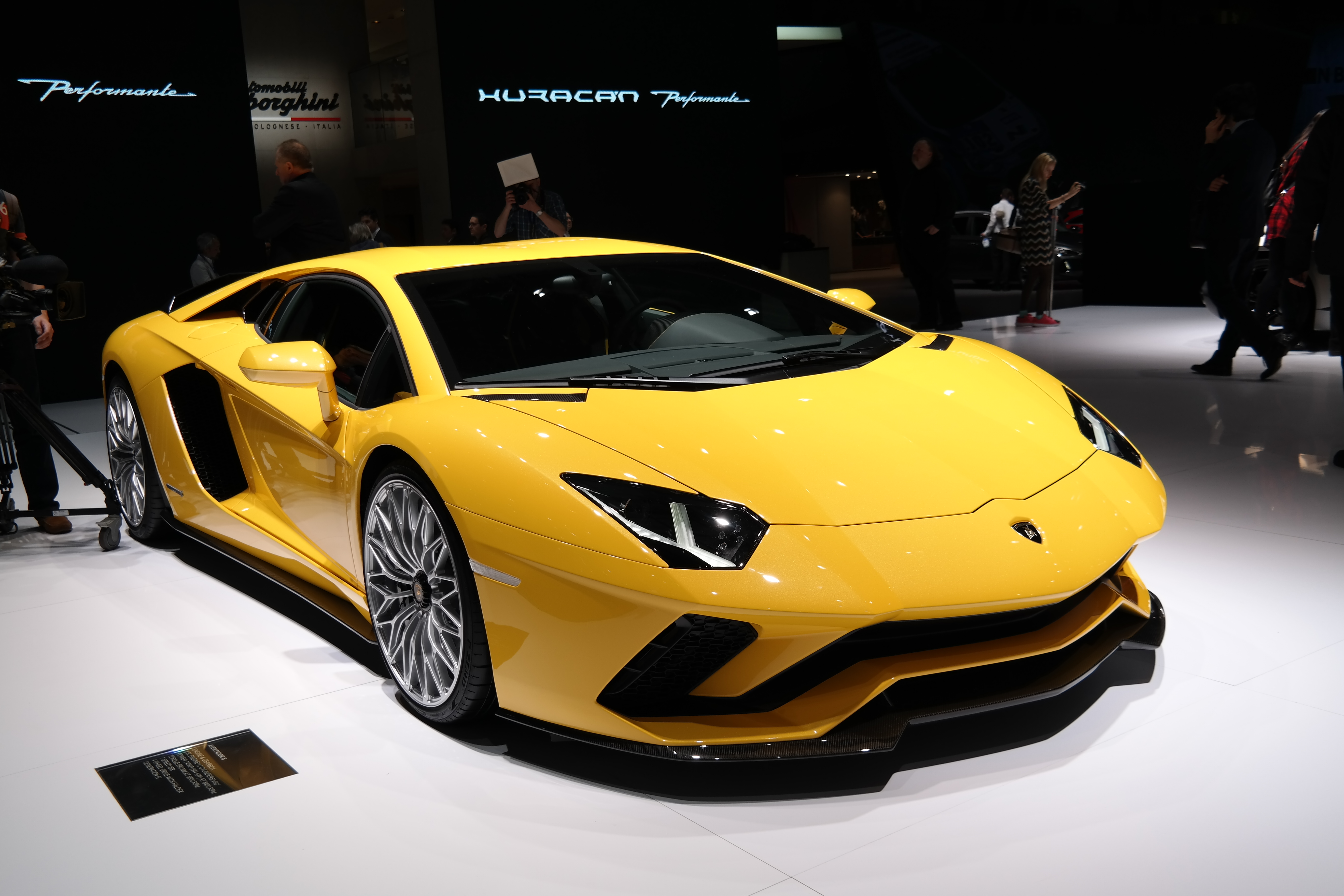
Aventador S en el Salón del Automóvil de Ginebra de 2017.

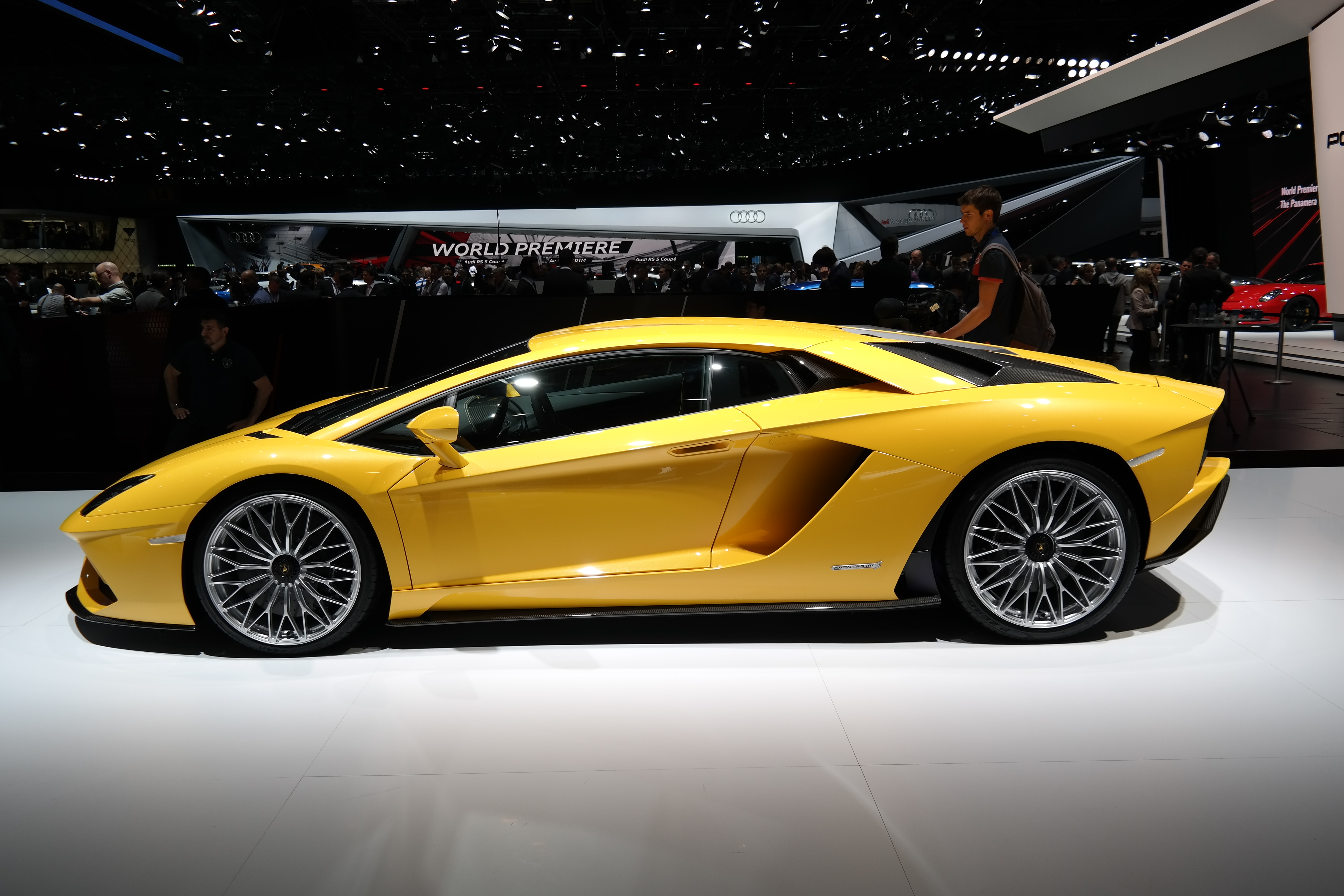
Vista lateral.

Este modelo se presentó en el Salón del Automóvil de Detroit de 2017. Es una evolución del conocido Aventador LP700-4 que, a partir de 2017, cuenta con un rediseño estético en la parte frontal del vehículo, más precisamente en la parte inferior, que según la propia marca, mejoran en un 130% la carga aerodinámica respecto a su predecesor, gracias en gran medida al alerón ajustable en tres posiciones, con lo que incrementa su carga aerodinámica entre un 50 y un 400%, según la posición. Tiene el mismo motor V12 que ofrece un aumento de potencia a 740 CV (730 HP; 544 kW), es decir, 40 CV (39 HP; 29 kW) más que en el anterior modelo. Transmite su potencia a las cuatro ruedas a través de la caja de cambios ISR robotizada de 7 velocidades sin embrague, capaz de cambiar de marcha en 50 milisegundos. Acelera de 0 a 100 km/h (62 mph) en 2,9 segundos y puede alcanzar una velocidad final de 376 km/h (234 mph). Conserva su inconfundible silueta, cuyo alerón trasero móvil cuenta con tres posiciones. La más alta genera un 50% más de apoyo aerodinámico con respecto al Aventador, mientras que reduce la resistencia al aire en un 400% cuando está en su posición más baja. El parachoques trasero también ha sido rediseñado, el cual cuenta con un nuevo difusor y una nueva cola de escape central, de la que se aprecian las tres salidas del sistema escape, por cierto, un 20% más ligero que en el anterior. Sin embargo, a nivel de diseño destacan las nuevas tomas de aire superiores, detrás de las diminutas lunas laterales traseras, que recuerdan las del ilustre modelo Countach. El motor equipa una nueva gestión electrónica así como las suspensiones activas con amortiguadores magnetoreológicos, que añade una función personalizable bautizada Ego. Además de los modos seleccionables Strada, con un reparto del par 60/40, dando prioridad al tren delantero, Sport con 90% del par al eje posterior y Corsa  con un reparto del par de 80/20 para una mejor eficacia, el modo Ego permite al conductor ajustar sus preferencias en términos de dirección, respuesta motor, tracción y suspensiones. conserva la tracción integral con un Haldex IV capaz de enviar hasta el 90% del par a las ruedas traseras y su caja de cambios ISR de 7 relaciones, estrena la dirección a las cuatro ruedas. Se adelanta así a Ferrari, pues el sustituto del F12 Berlinetta debería heredar la dirección a las cuatro ruedas del Ferrari F12tdf.
La dirección a las cuatro ruedas del Lamborghini Aventador S, bautizada Lamborghini Rear-wheel Steering ("LRS"), tiene por objetivo mejora la agilidad del superdeportivo a baja y media velocidad, mientras que a grandes velocidades mejorará la estabilidad del coche.
Dos actuadores separados reaccionan en 5 milisegundos a las órdenes de la dirección activa (Lamborghini Dynamic Steering o LDS), permitiendo así unos ajustes en tiempo real del ángulo de giro de las ruedas posteriores, autorizando un mejor equilibrio entre estabilidad y tracción. A baja velocidad, las ruedas anteriores giran en la dirección opuesta a las ruedas delanteras, reduciendo de forma virtual la distancia entre ejes, mejorando la maniobrabilidad del coche en ciudad y su agilidad en carretera de curvas. A gran velocidad, las ruedas giran en el mismo sentido que las ruedas delanteras, mejorando la velocidad de paso por curva y la estabilidad.
El Aventador S llegó al mercado europeo en la primavera de 2017, por un precio sin IVA ni impuesto de matriculación de 281555 €. Cuenta con una pantalla táctil TFT y es compatible con Apple Carplay.

### Aventador S Roadster

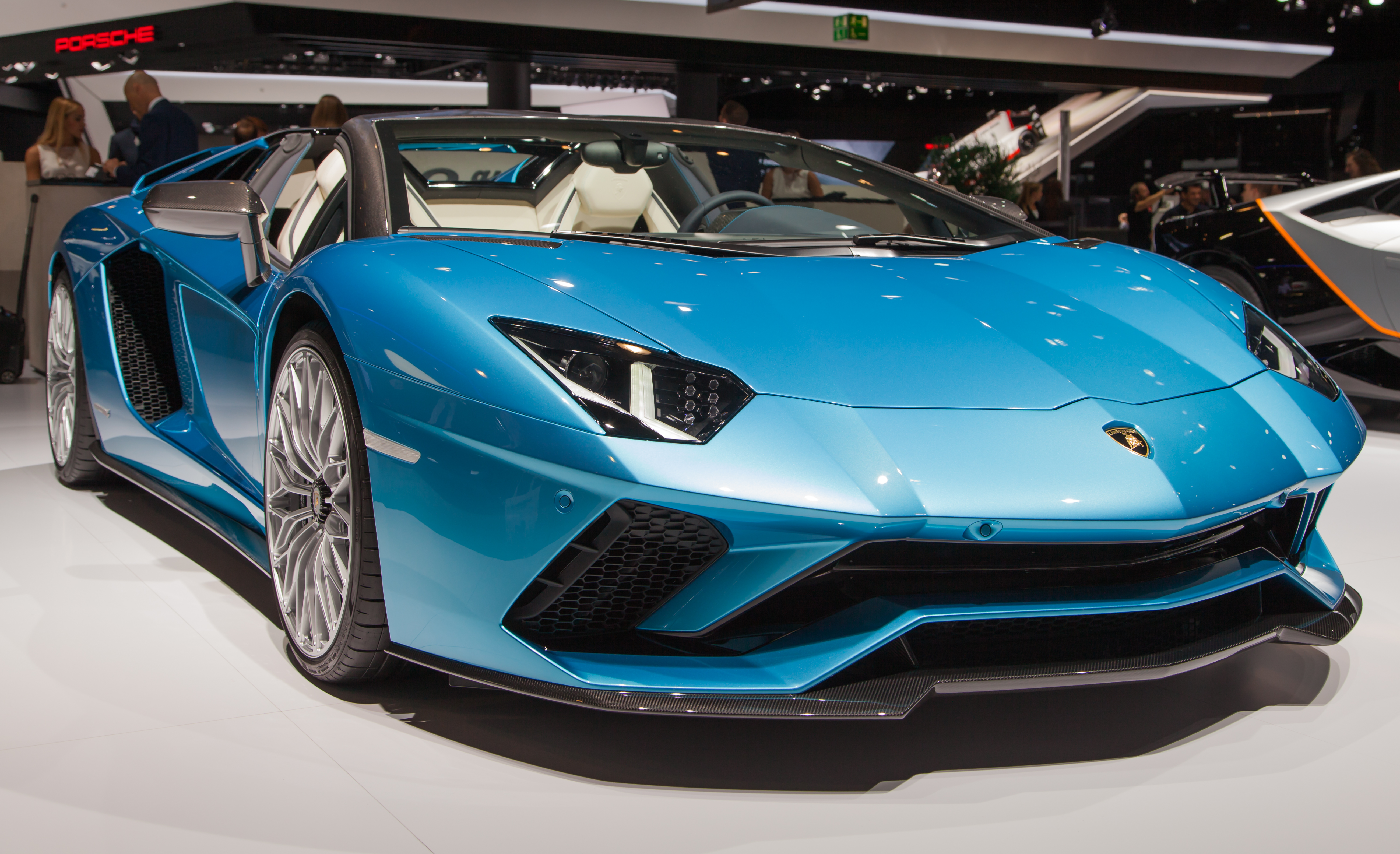
Aventador S Roadster.

Recoge la herencia de los históricos modelos S del Miura, Islero, Countach y Urraco.
Es propulsado por el mismo motor V12 que el Aventador S con sus 740 CV (730 HP; 544 kW), pero en esta versión presenta un techo abierto con la más sofisticada tecnología, como el sistema LDVA (Lamborghini Dinamica Veicolo Attiva).
Es una combinación de líneas profundas y rotundas, orientadas a la aerodinámica más extrema, con las que potencia esta combinación de dinamismo, refinamiento y agresividad a través de rasgos aún más afilados, inspirados en la naturaleza y la aeronáutica, con tubos de escape que transforman la parte trasera en la de un transbordador y una parte delantera que recuerda la fuerza y la elegancia de un tiburón listo para dominar la carretera.
El techo desmontable del Roadster, tiene una mezcla imbatible de deportividad y elegancia. Cada superficie ha sido estudiada para ganar potencia y mejorar las prestaciones.
Al igual que con la versión Cupé, su interior también cumple con un diseño lujoso. Los acabados internos están realizados con materiales de altísima calidad y presentan una infinita variedad de posibilidades, como la nueva configuración S-trim. Entre las opciones está también la posibilidad de elegir un material innovador como el Carbon Skin para el revestimiento de algunos detalles del interior. Una combinación de prestaciones, diseño y exclusividad ofrece una serie de colores y acabados inéditos específicamente dedicados al Roadster.
Está equipado con un cerebro altamente sofisticado: la innovadora unidad de control Lamborghini Dinamica Veicolo Attiva (LDVA), un sistema de tecnologías activas capaces de gestionar cada uno de los ejes dinámicos del automóvil. La dinámica del vehículo lateral es controlada por un sistema de dirección que implica a las cuatro ruedas, por medio del revolucionario Lamborghini Dynamic Steering (LDS) y Lamborghini Rear-Wheel Steering (LRS) que adapta continuamente tanto la fuerza de accionamiento del volante como la relación de viraje, garantizando una mayor agilidad a velocidades bajas y medianas y una gran estabilidad a altas velocidades. El resultado es una dinámica de conducción prácticamente perfecta. La dinámica del vehículo vertical es gestionada a través de las suspensiones magnetorreológicas (LMS) y la aerodinámica trasera activa. La dinámica longitudinal depende del sistema de tracción integral (4WD). La LDVA combina toda la información procedente de los sensores del automóvil y establece en tiempo real la mejor configuración de conducción para cada condición.
El interior del nuevo Lamborghini SV Roadster demuestra una vez más la dedicación de Lamborghini para llevar el Aventador. El monocasco de fibra de carbono que da forma al habitáculo es visible en más puntos y se ha incluido en los materiales de puertas y asientos deportivos, mientras que los revestimientos de piel y alcantara mantienen inalterado el lujo y la calidad característicos del estilo Lamborghini.
Tiene un motor V12 atmosférico de 6498 cm³ (6,5 litros) más sonoro en el Roadster, gracias a una ventanilla trasera eléctrica que permite comunicar el habitáculo con el compartimento del motor, capaz de desarrollar 750 CV (740 HP; 552 kW) a las 8400 rpm y 690 N·m (509 lb·pie) de par máximo, acelerando de 0 a 100 km/h (62 mph) en 2,9 segundos y alcanzando más de 350 km/h (217 mph) y una relación peso a potencia es de apenadas 2,1 kg (4,6 libras)/CV.

### Aventador SVJ

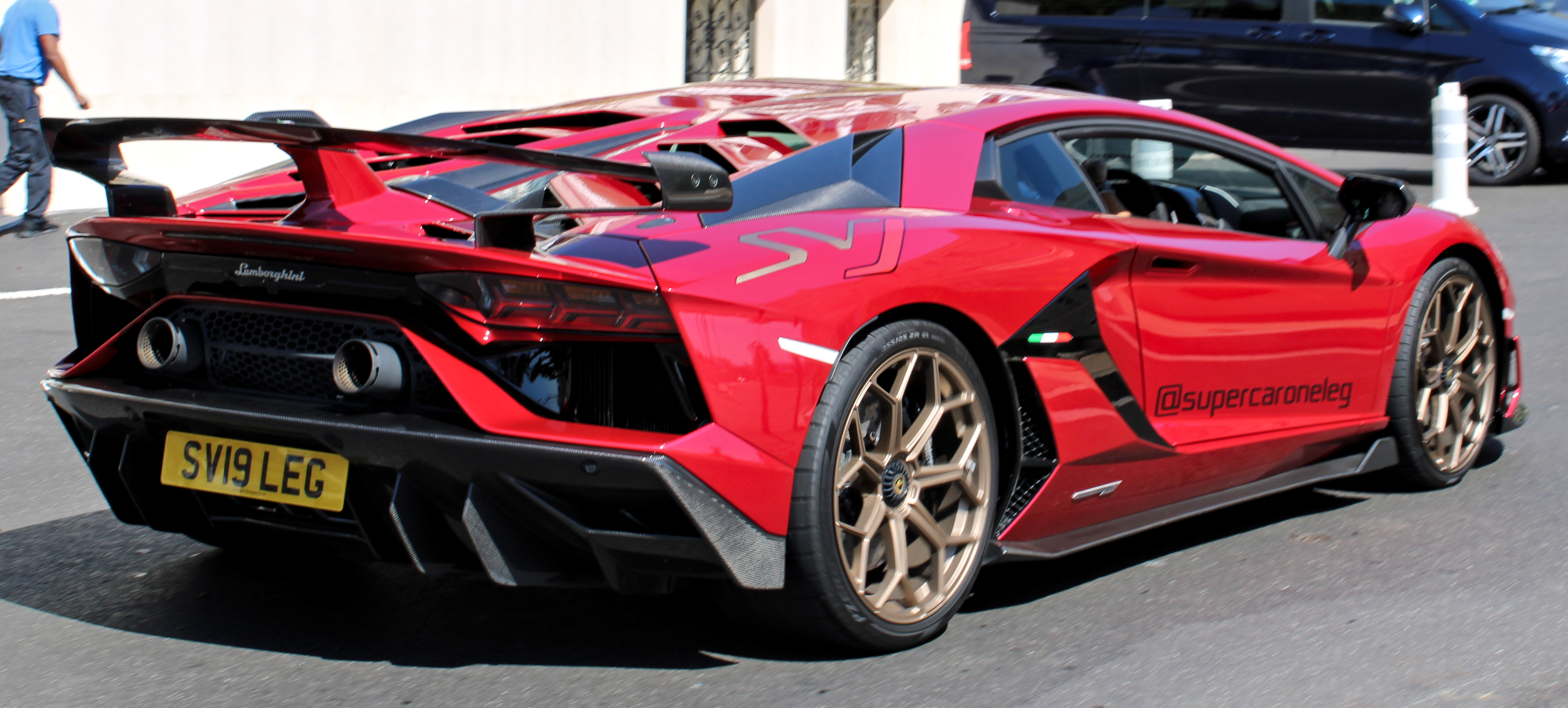
Aventador SVJ en Mónaco.

El exterior es fabricado con materiales ultraligeros, orientados a alcanzar las máximas prestaciones, al servicio de un diseño imponente. Tiene perfiles aerodinámicos acentuados, la parte delantera totalmente rediseñada, los faldones laterales más extensos, el ala trasera con forma de omega y un sistema de escape más ligero y alto, todo ello integrado en una carrocería de ligerísima fibra de carbono. Una edición especial de 63 ejemplares llamada SVJ 63, se ofrece con colores y acabados exclusivos, que pone de relieve el uso extensivo de la fibra de carbono.
Su interior resalta el aspecto tecnológico de la fibra de carbono, presente en el monocasco y retomado en las puertas, en los asientos y en la consola central, convive con un diseño de inspiración aeronáutica en el que la piel y el alcantara de los revestimientos dan al lujoso interior un toque más decidido, pero son los refinados detalles de las costuras cruzadas y la placa interna SVJ lo que lo hace único.
El sistema "ALA" (Aerodinámica Lamborghini Attiva 2.0) se ha optimizado para Aventador SVJ, convirtiéndose en el ALA 2.0, gracias al diseño innovador de las tomas de aire y de los canales aerodinámicos. Se ha recalibrado teniendo en cuenta que la aceleración lateral del vehículo es mayor y modifica de forma activa la carga aerodinámica para aumentarla fuerza descendente o para conseguir una baja resistencia, en función de las condiciones dinámicas. Los motores activados electrónicamente abren o cierran los flaps activos en el "splitter" frontal y en el cofre del motor que dirigen el flujo de aire en la parte delantera y en la trasera.
Su motor V12 se ha mejorado con un incremento de potencia de 770 CV (759 HP; 566 kW) a las 8500 rpm, con una aceleración de 0 a 100 km/h (62 mph) en 2.8 segundos.

### Aventador SVJ Roadster

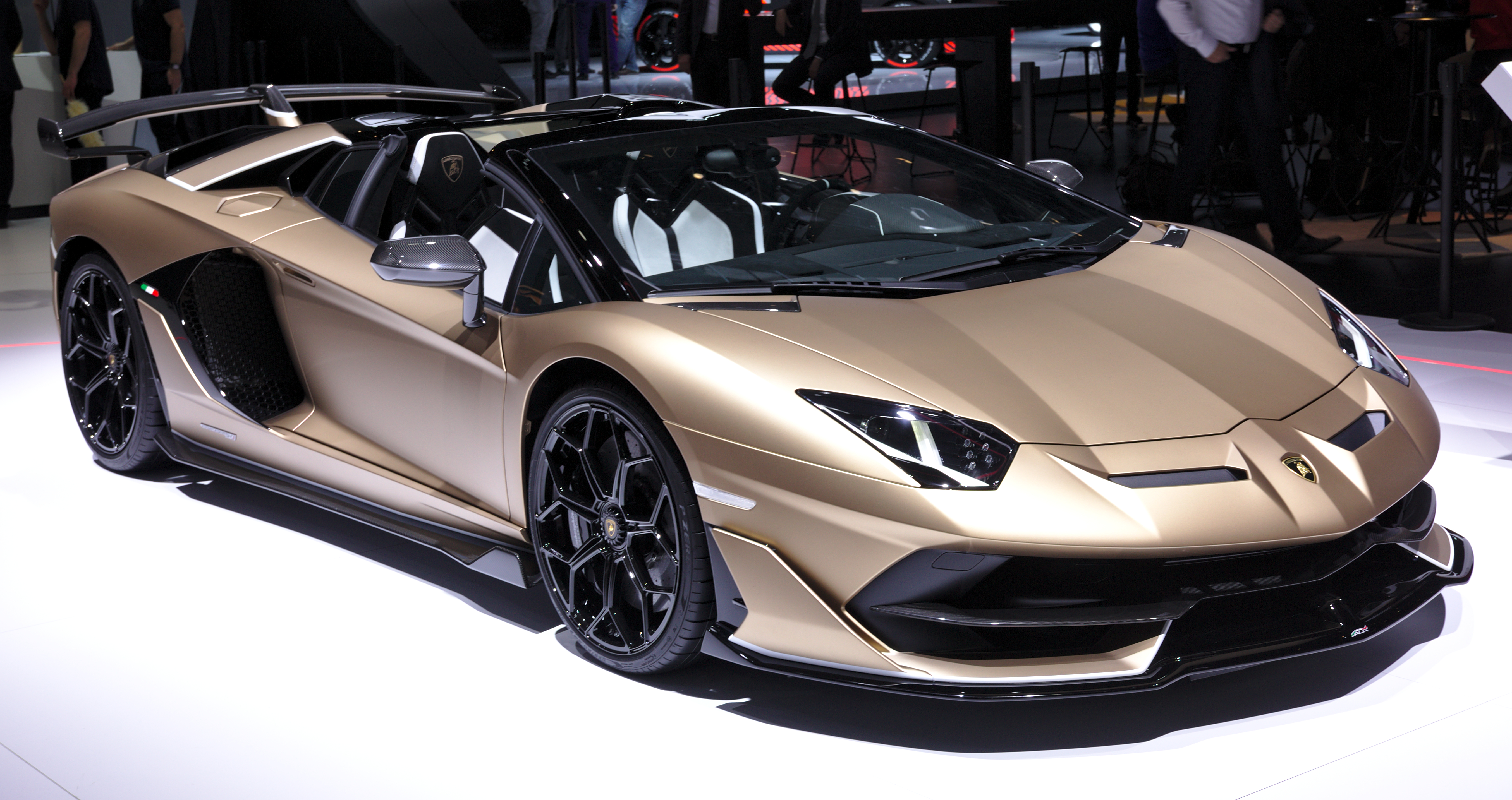
SVJ Roadster en el Salón del Automóvil de Ginebra de 2019.

Fabricado en solamente 800 unidades, es el más icónico de la familia Aventador, gracias a sus líneas aerodinámicas que cortan el aire y a su diseño imponente, expresión de la artesanía y del gusto más refinados.
El sistema ALA 2.0 y el aero-vectoring ofrecen la mínima resistencia al avance en las rectas y una insuperable carga aerodinámica en las curvas. El motor V12 con sus 770 CV (759 HP; 566 kW), es capaz de alcanzar más de 350 km/h (217 mph) a 8500 rpm, con una frenada de 100 km/h (62 mph) a 0 en solamente 31 m (102 pies).
El interior es completamente personalizable, permitiéndote enfatizar el gusto personal y la tecnología está pensada para hacer sentir las verdaderas emociones de unas prestaciones superiores.
Está construido con materiales ultraligeros, como la fibra de carbono, empleada en la carrocería y en el techo rígido desmontable. La carrocería cuenta con tomas de aire más grandes respecto a cualquier modelo anterior e integra faldones laterales más extensos, perfiles aerodinámicos acentuados y un sistema de escape más ligero y alto. El techo rígido está realizado con una innovadora tecnología de moldeo RTM a alta presión.
Adicionalmente, luce una apariencia todavía más exclusiva en el Aventador SVJ 63 Roadster de edición limitada a solamente 63 ejemplares numerados. Además de mantener inalteradas las prestaciones, el manejo y la superioridad aerodinámica del SVJ, ofrece opciones de acabados y colores casi infinitas.

### Aventador LP 780-4 Ultimae

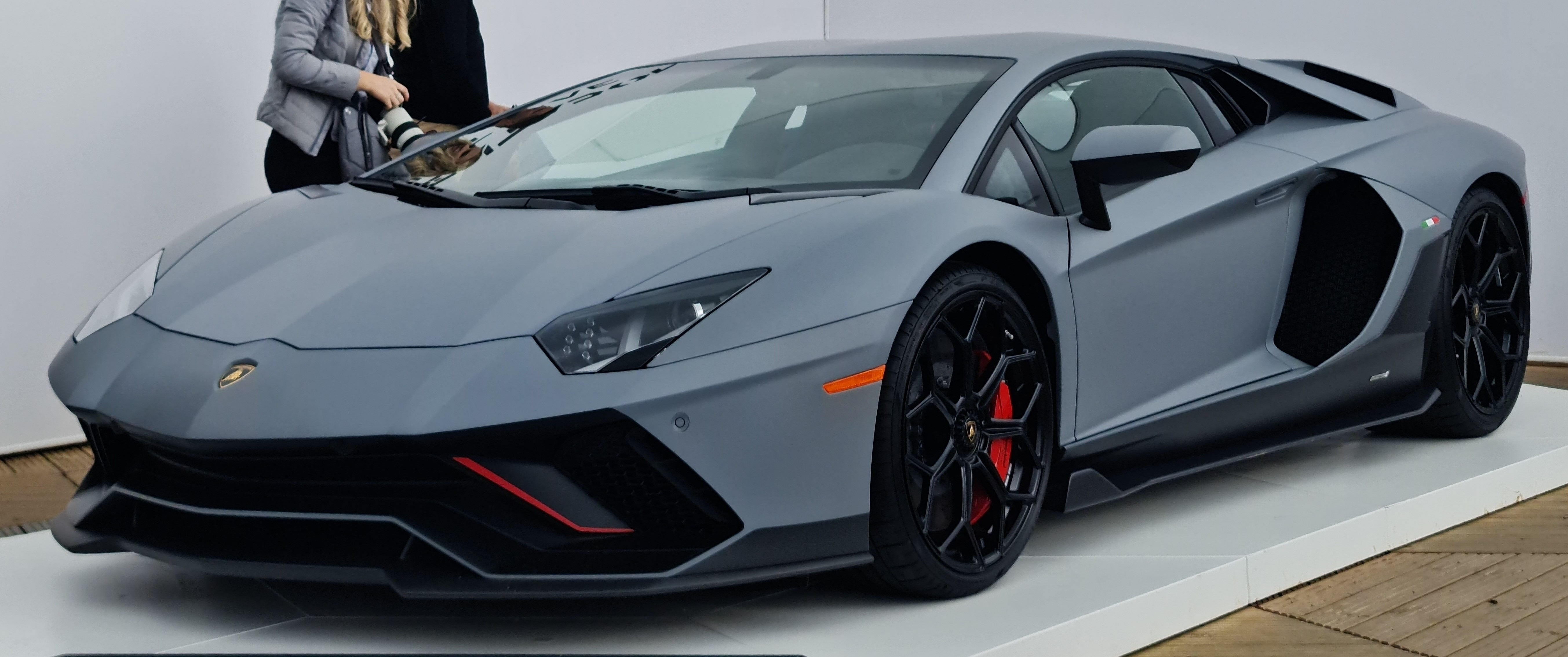
LP 780-4 Ultimae.

Su ciclo ha llegó a su fin después de 10 años de vida, por lo que la marca presentó la versión LP 780-4 Ultimae, así como también la despedida del V12 naturalmente aspirado sin asistencia eléctrica. Se trata de una edición limitada a 600 unidades, de las cuales 350 serían en versión cupé y 250 en roadster.
Esta variante cuenta con un V12 de 6498 cm³ (6,5 L; 396,5 plg³) que, como su nombre lo dice, eleva la potencia hasta 780 CV (769 HP; 574 kW) a las 8500 rpm y un par máximo de 720 N·m (531 lb·pie) a las 6750 rpm, convirtiéndose en el Aventador más potente, incluso todavía más que los SV y el SVJ. Con esto, su velocidad máxima sería de 355 km/h (221 mph) tanto para el cupé como el roadster. La aceleración de 0 a 100 km/h (62 mph) queda en 2.8 segundos para el cupé y 2.9 para el roadster, mientras que a 200 km/h (124 mph) lo logra en 8.7 segundos. La planta motriz está acoplada a una caja automática Lamborghini ISR de siete velocidades, con tracción integral y un selector de modos de manejo. También se ha incluido de serie un eje trasero dirigible y una evolución de la aerodinámica activa para asegurar que se mantenga pegado al suelo. Es 25 kg (55,1 libras) más pesado que el SVJ debido a un interior más lujoso, por lo que en total sube a 1550 kg (3417 libras). Algunos otro elementos también son heredados del Aventador S.
Estéticamente presenta una fascia exclusiva con acentos en rojo, además de dos nuevos tonos de plata y gris, serán exclusivos para este modelo, aunque el cliente opcionalmente podría elegir otro tono creado al gusto de este. Está equipado con rines de 20 pulgadas (50,8 cm) al frente y 21 pulgadas (53,3 cm) atrás. Las pinzas de freno también van en color plata, pero opcionalmente se puede escoger cualquier otro tono. El interior presenta tonos en negro más unos acentos en rojo que van a juego con los mismos cambios en el exterior.

## En la cultura popular
Este modelo aparece como el automóvil de Bruce Wayne, interpretado por el actor Christian Bale en The Dark Knight Rises, la película cierre de la trilogía de Batman, The Dark Knight Trilogy.
Protagonizó la película Transformers: la era de la extinción como Lockdown, el principal antagonista.
También ha aparecido en varias series videojuegos de carreras, tales como: Asphalt, Need for Speed, Gran Turismo, Forza, entre otros.